# Joan Lluís Marfany
Joan Lluís Marfany i Garcia (Barcelona, 1943), historiador i crític literari català. Va estudiar Filologia Romànica i va ser professor a la Universitat de Liverpool (1972-2008). Influït per l'anàlisi d'Antonio Gramsci (1891-1937) sobre el fenomen cultural, la seva obra té una perspectiva metodològica vinculada al materialisme històric. És autor d'Aspectes del modernisme (Premi Crítica Serra d'Or d'assaig 1976), La cultura del catalanisme: El nacionalisme català en els seus inicis (1995), La llengua maltractada: El castellà i el català a Catalunya del segle xvi al segle XIX (2001), Llengua, nació i diglòssia (2008) i Nacionalisme espanyol i catalanitat: Cap a una revisió de la Renaixença (2017), i ha editat diverses antologies, com Ideari d'Anselm Turmeda, Poesia catalana del segle XV o Poesia catalana medieval. També va formar part de l'equip inicial que va redactar la Gran Enciclopèdia Catalana.